# Ippolita
Ippolita (in greco antico: Ἱππολύτη?, Hippolýtē) è un personaggio della mitologia greca. Fu una regina delle Amazzoni.
Impadronirsi della sua cintura fu l'oggetto della nona fatica di Eracle.

## Genealogia
Figlia di Ares e di Otrera.
Secondo alcune versioni fu la madre di Ippolito avuto da Teseo.

## Mitologia

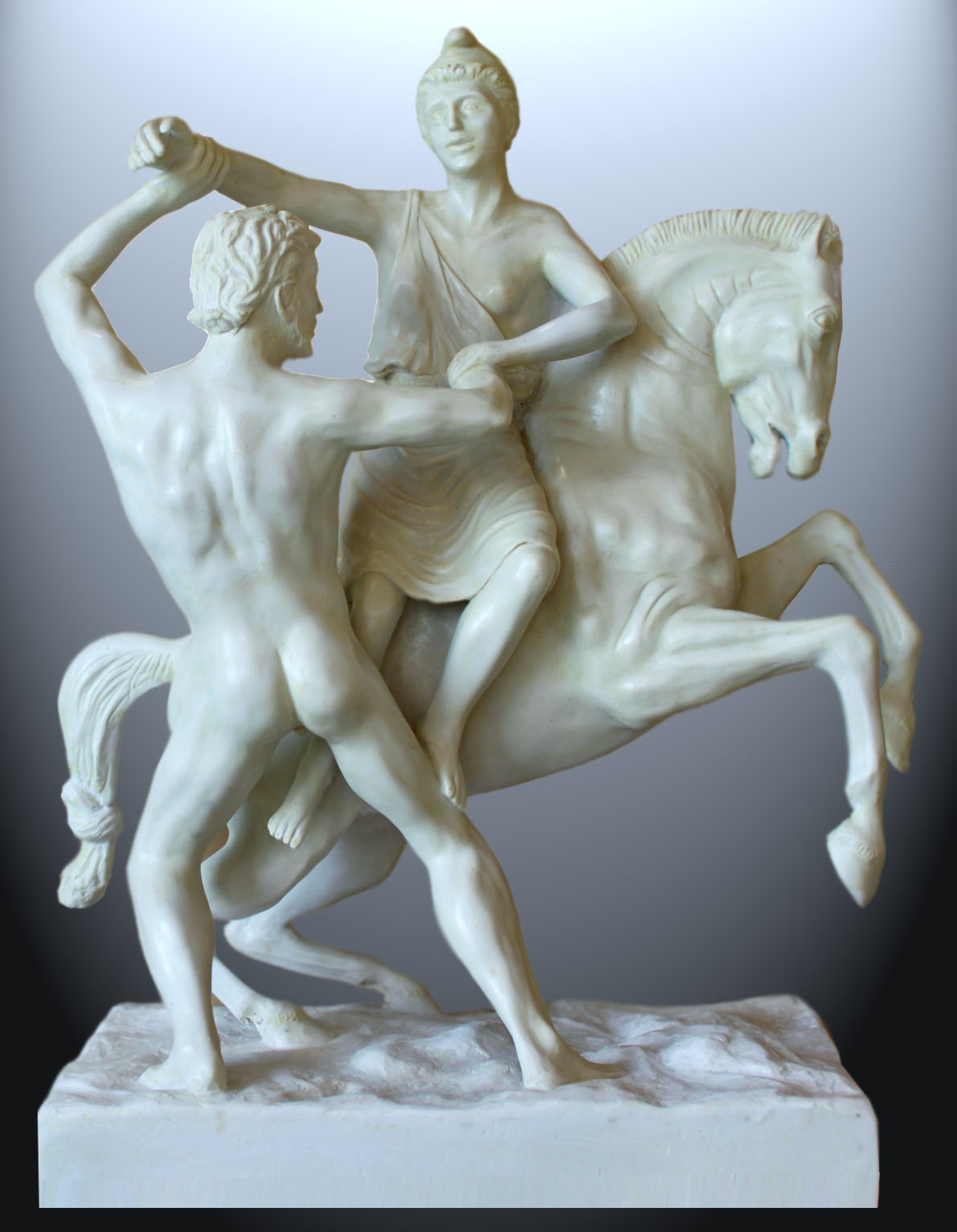
Eracle prende la cintura di Ippolita.

Si recò al porto di Temiscira per incontrare Eracle che, giuntovi con la sua nave, aveva il compito di prenderle la cintura. Lei promise di consegnargliela ma Era prese le sembianze di un'amazzone ed avvisò le altre dicendo che stavano rapendo la loro regina. Queste si armarono ed attaccarono la nave di Eracle che convinto di un tradimento la uccise e prese la cintura.
Secondo Apollodoro, durante il matrimonio di Teseo e Fedra, Ippolita apparve con il suo esercito di Amazzoni e disse che avrebbe ucciso gli ospiti di Teseo. Così ebbe luogo una battaglia dove lei fu uccisa da Teseo, o dai suoi uomini, oppure fu uccisa accidentalmente dall'amazzone Pentesilea.
Diodoro Siculo e Apollonio Rodio non scrivono della morte di Ippolita ed aggiungono che la cintura fu consegnata ad Eracle come riscatto di Melanippe, in precedenza catturata.
Plutarco scrive che secondo Clidemo Teseo non sposò Ippolita bensì Antiope.

## Ippolita nella letteratura moderna
Il matrimonio tra Ippolita e Teseo è anche menzionato nella commedia Sogno di una notte di mezza estate di William Shakespeare.
Il personaggio di Ippolita è stato inoltre usato da William Moulton Marston per la scrittura del suo fumetto più famoso, Wonder Woman. Infatti, Ippolita è la madre di Wonder Woman, la quale nacque grazie al dono della dea Afrodite, cui la regina delle Amazzoni si era rivolta per soddisfare il proprio desiderio di maternità.
Ippolita è la vera identità di Rider, un personaggio del romanzo Fate/strange Fake, parte a sua volta del famoso franchise Fate.